# Christiane Olivier (Psychoanalytikerin)
Christiane Olivier (geboren am 21. Januar 1932 in Le Verdier; gestorben am 22. August 2021 in Aix-en-Provence) war eine französische Psychoanalytikerin und Buchautorin.

## Leben
Christiane Olivier wurde 1932 in den Midi-Pyrénées als Tochter eines Landarztes geboren.
Sie studierte Literatur und Psychologie an der Sorbonne als Schülerin von Jean Piaget und Didier Anzieu. Ab 1968 war sie als Psychoanalytikerin tätig. Zunächst gehörte Olivier der Lacan-Schule um Françoise Dolto an, von der sie sich aber trennte, um einen Ansatz zu entwickeln, der die psychoanalytische Theorie und die weibliche Perspektive erweitern und auch für Laien verständlich machen sollte.
Nachdem Dolto ab 1972 einen Zweig für Psychoanalyse an der Fakultät der Universität von Aix-en-Provence eingerichtet hatte, wechselte Christiane Olivier 1974/75 dorthin.
Mit ihrem Buch Jokastes Kinder. Die Psyche der Frau im Schatten der Mutter (Original: les enfants de Jocaste) stellte sie einen bisher wenig erforschten Teil des Ödipuskonflikts dar und ergänzte die Theorie von Sigmund Freud um eine weibliche Betrachtungsweise. Dieses Buch erreichte bereits im Erscheinungsjahr 1987 drei Auflagen und ist bis 2000 in Lizenzauflagen in der 14. Auflage erschienen.
In der soziologischen Diskussion zum Rollenempfinden weiblicher Pubertierender wird oft auf Schlagwörter aus Jokastes Kinder, wie z. B. „ich gefalle – also bin ich“, zurückgegriffen.
In der Gewaltdiskussion zum Thema Jugendliche leitete die deutschsprachige Presse bereits Anfang der 1990er Jahre plakativ aus diesem Werk u. a. ab, dass die „Abwesenheit der Väter (..) zu psychosexuellen Störungen bei den Töchtern“ führe.
Auch ihre weiteren Bücher, darunter Die Psychofamilie, F wie Frau. Psychoanalyse und Sexualität, Die Söhne des Orest. Ein Plädoyer für Väter, in dem sie von den Männern fordert, sich ihrer Verantwortung als Vater zu stellen, und Das innere Monster zähmen. Warum unsere Kinder Autorität brauchen, erlebten z. T. mehrere Auflagen und wurden von der Kritik positiv aufgenommen, aber keines ihrer Werke wurde so erfolgreich wie ihr Debüt.
Christiane Olivier war verheiratet und hatte drei Kinder. Sie starb im August 2021 im Alter von 89 Jahren.

## Werke (Auswahl)
- Jokastes Kinder. Die Psyche der Frau im Schatten der Mutter. Deutsch von Siegfried Reinke, Claassen, Düsseldorf 1987, ISBN  3-546-47303-5
- Die Psychofamilie. Deutsch von Karin Brown und Wolfgang Mönninghoff, Claassen, Düsseldorf 1988, ISBN  3-546-47304-3
- F wie Frau. Psychoanalyse und Sexualität. Deutsch von Siegfried Reinke, ECON-Verlag,  Düsseldorf/Wien/New York 1991, ISBN 3-430-17305-1
- Die Söhne des Orest. Ein Plädoyer für Väter. Deutsch von Christiane Landgrebe, ECON-Verlag,  Düsseldorf/Wien/New York 1994, ISBN 3-430-17302-7
- Das innere Monster zähmen. Warum unsere Kinder Autorität brauchen. Aus dem Französischen von Isolde Tröndle. Mit einem Beitrag von Peter Wetzels und Angela Kühner, Herder Verlag,  Freiburg im Breisgau u. a. 2000, ISBN 3-451-27413-2